# Fissidens beccarii
Fissidens beccarii är en bladmossart som beskrevs av Brotherus 1901. Fissidens beccarii ingår i släktet fickmossor, och familjen Fissidentaceae. Inga underarter finns listade i Catalogue of Life.